# Завод 12 (Софія)
Завод 12 — болгарська футбольна команда з Софії. У Групі А, вищому дивізіоні країни, провела три сезони, ставши першою фабричною командою, яка грала в елітній групі Болгарії

## Історія
Клуб був заснований у 1947 році під назвою «Металік». У 1951 році він був перейменований у «Завод 12» (Софія). Сам завод знаходився поруч із сьогоднішніми бульварами Тотлебен та академіка Івана Гешова. Він був заснований в 1907 році як «Інженерна майстерня» і перейменований спочатку у «Військово-інженерно-комунікаційний завод», потім у «Завод 12» і нарешті в «Средець». Наприкінці 20 століття фабрику було закрито та знесено на початку 21 століття.
У 1953 році клуб посів перше місце в Софійській групі Б і вперше вийшов до Групи А. Вже в перший рік в еліті «Завод 12» посів високе 4 місце, випередивши чемпіона 1953 року «Левскі» (Софія) . Після цього він ще 2 роки брав участь у Групі А, фінішувавши на 11-му місці в обох випадках, потрапляючи в перехідний турнір. І якщо першого разу команді вдалось там стати другим і врятуватись, то другого разу «Завод 12» став третім і вилетів назад до Групи Б. Там в 1957 році клуб фінішував 5-м у Північній групі.
Після закінчення чемпіонату було вирішено, що в наступному сезоні одне товариство не матиме більше однієї команди в Групах А або Б. З цієї причини «Завод 12», який знаходився в структурі ДФС «Славія», був виключений із Північної групи Б, а його місце зайняла «Добруджа». «Завод 12» було розпущено після закінчення того сезону.
Після 1990 року клуб брав участь у чемпіонаті робітників під назвою «Балканкар» (Софія). У 1997 році футбольний клуб був відновлений під назвою «Девілс», у 1999 році він отримав назву «Раковскі-Девальс», після 2001 року — «Раковскі» (кв. Сердика). Однак ця команда кілька сезонів грала в окружних групах і в 2003 році була розпущена, залишивши лише молодіжну команду.

## Найкращі результати
- 1/8 фіналу Кубка Болгарії: 1954, 1955,1956
- 3 участі в Групі А (1954 — 4 місце, 1955 — 11 місце і 1956 — 11 місце).

## Відомі футболісти
- Димитар Йорданов
- Стефан Геренський
- Стоян Китов
- Димитар Попдимитров
- Петар Панагонов
- Александар Ілієв
- Іван Димитров

## Відомі тренери
- Димитар Байкушев
- Александар Ілієв
- Петко Ніколков